# Władysław Drzewiecki
Władysław Drzewiecki (ur. 28 maja 1895 w Berlinie, zm. 24 marca 1944 w Poznaniu) – pedagog, dyrygent, kompozytor, muzykolog.

## Życiorys
W 1909 Władysław Drzewiecki rozpoczął naukę w szkole przygotowawczej dla nauczycieli w Charlottenburgu, którą ukończył w 1912. Naukę kontynuował w Królewskim Seminarium Nauczycielskim w Pile. Po jego ukończeniu w 1913 uczęszczał do Cäcilien-Kurse fur Katholische Kirchenmusik w Berlinie, gdzie zdał egzamin na organistę. W 1914 rozpoczął pracę jako nauczyciel muzyki i śpiewu w Odolanowie. Zmobilizowany wziął udział w walkach pod Verdun. Zwolniony z wojska, zapisał się w 1916 do Królewskiej Akademii Muzycznej w Monachium. W 1917 został powtórnie powołany do wojska. Po zakończeniu działań wojennych przeniósł się do Poznania. Uczestniczył w 1919 w zorganizowanym, rocznym kursie dla nauczycieli szkół powszechnych. Równocześnie pracował w konserwatorium Geislera i Seligmanna. Po zdaniu egzaminu w 1920 pracował w szkołach powszechnych, kontynuując naukę w Państwowym Konserwatorium Muzycznym i kierując męskim chórem nauczycieli. Od 1922 był nauczycielem umuzykalniania w Państwowym Gimnazjum im. Św. Jana Kantego. Do jego obowiązków należała także nauka gry na instrumentach, prowadzenie orkiestry i chóru szkolnego. Pracę w tej szkole kontynuował do 1939, ucząc jednocześnie muzyki w Gimnazjum im. Bergera (1926–1939) i Gimnazjum im. I.J. Paderewskiego (1931–1939). Po zdaniu eksternistycznego egzaminu dojrzałości w 1928, odbył studia muzykologiczne na Uniwersytecie Poznańskim (1929–1933). Dyplom uzyskał w 1937. Okupację przeżył w Poznaniu. Był wybitnym pedagogiem. Jego akcja umuzykalnienia objęła duże grono młodzieży gimnazjalnej. W uznaniu jego dokonań był zapraszany na hospitacje także do innych miast. W okresie studiów współpracował w akcji zbierania folkloru dla Regionalnego Archiwum Muzycznego przy Uniwersytecie Poznańskim. W oparciu o folklor komponował utwory przeznaczone dla zespołów chóralnych.